# Damir Tomljanović Gavran
Damir Tomljanović "Gavran" (Krivi Put, Senj, 18. travnja 1968. – Tulove grede, 17. veljače 1994.), hrvatski redarstvenik, hrvatski branitelj tijekom Domovinskog rata i zapovjednik 1. Sektora IZM Zadar ZP Split 1. gardijske brigade Oružanih snaga Republike Hrvatske.

## Životopis
Bio je zapovjednik postrojbe Tigrova za vrijeme Domovinskog rata. Dragovoljno je u kolovozu 1990. pristupio postrojbi specijalne policije za posebne namjene MUP-a RH u bazi Rakitje pored Zagreba. Ratovao je na svim ratištima Domovinskog rata, bio je prekaljeni ratnik i zapovjednik. Sa suborcima je mjesecima dijelio dobro i zlo na vrlo zahtjevnoj bojišnici na Velebitu u odbijanju neprijateljskih napada, često u nemogućim vremenskim uvjetima. Prilikom nadzora svojih položaja Damir Tomljanović - Gavran poginuo je 17. veljače 1994. na obroncima Velebita, od neprijateljskog snajpera i zadobivene rane u glavu.
Nositelj je brojnih odlikovanja: Spomenica domovinske zahvalnosti, Red hrvatskog trolista, Red Petra Zrinskog i Frana Krste Frankopana, Red kneza Domagoja, spomenicom Prvi hrvatski redarstvenik.
Dana 17. travnja 1994. u vojarni Šepurine kod Zadra osnovano je Obučno središte gardijskog desantnog pješaštva Pukovnik Damir Tomljanović Gavran.
Na obljetnicu njegove smrti u njegovu čast, na prijedlog Udruge hrvatskih dragovoljaca Domovinskog rata 2007. godine u Zagrebu ulica Bundek preimenovana je u Ulicu Damira Tomljanovića Gavrana.
Dana 18. travnja 1999. u čast Damira Tomljanovića - Gavrana blagoslovljena je kapelica Blaženog Alojzija Stepinca (ispod kote 856) na Velebitu. Kapelica se nalazi na potezu Majstorske ceste od Malog Alana do Tulovih greda gdje se nalaze mnogobrojna (51) spomen obilježja poginulim hrvatskim braniteljima iz Domovinskog rata.
Po njemu je nazvan NK Gavran 2003. Zagreb.
Prigodom Dana hrvatskih mučenika 2010. godine, organiziranim šestodnevnim hodočašćem krenulo se iz Krivog Puta prema Senju, na Karlobag, Starigrad-Paklenica, Modrič, pa prijelaz preko Velebita i mjesta pogibije Damira Tomljenovića - Gavrana na Sveti Rok i do Crkve Hrvatskih mučenika na Udbini. Cijela dionica bila je duga oko 200 km.
Damir je pokopan na groblju u Krivom Putu pokraj Senja.

### Dužnosti
- 15. svibnja 1991. – dozapovjednik satnije u 1. gardijskoj brigadi (gbr)
- 1. srpnja 1991. – zapovjednik satnije
- dozapovjednik 4. bojne
- 8. svibnja 1992. – zapovjednik 4. bojne 1. gbr
- 17. prosinca 1992. – zapovjednik 2. pješačke bojne 1. gbr
- zapovjednik 1. Sektora IZM Zadar, ZP Split

### Činovi
- 12. veljače 1992. - satnik
- 28. svibnja 1992. - pukovnik
- 27. svibnja 1994. – brigadir (posmrtno)
- 1997. – stožerni brigadir (posmrtno)

### Odlikovanja
- Spomenica domovinske zahvalnosti,
- Red hrvatskog trolista,[5]
- Red Petra Zrinskog i Frana Krste Frankopana,
- Red kneza Domagoja
- Spomenica Prvi hrvatski redarstvenik

## Na filmu
- Izdrži prijatelju, stižem!
- Gavran 101

## Vanjske poveznice
- Webstranica Vojska.net
- Članak na webstranici Hrvatskog vojnika
- Članak na webstranici Krivi-put.com  Arhivirana inačica izvorne stranice od 26. listopada 2009. (Wayback Machine)